# ニョロニョロ
ニョロニョロ（スウェーデン語: Hattifnattars、フィンランド語: Hattivatit、英語: Hattifatteners）は、フィンランドの児童文学作家であるトーベ・ヤンソンの作品「ムーミン・シリーズ」に登場する架空のキャラクターである。

## 概要
青白いきのこのような形状をした物言わぬ正体不明の小さな生き物で、ムーミントロール達が暮らす世界のあちこちに存在する。彼らは小さな種子から生まれ、雷から得る電気エネルギーを唯一の活力源として生きる。群れを成して山野を動き回り、船団を作って大海原を航海する。彼らが何を考えているのかは誰にも分からないとされる。
ムーミンの第1作目『小さなトロールと大きな洪水』（1945年刊、cf. ）から登場していたが、初出の時点で名前はなかった。常に群れを成しているため、日本語を除く多くの言語では通例として複数形で呼ばれる。

## 生物的特徴

ニョロニョロ（頭部を拡大した絵）

全身が白く、先端が丸くなった円柱状で、上のほうに2つの丸い眼をもつ。しかしそれ以外の口や鼻などの感覚器は見られない。眼の下の高さから側部に並んで4～5対の短い触手を具える。
スナフキンが言うには、眼はぼんやりとしか見えていないらしい。平時は青白い眼の色をしているが、大気の状態など環境に応じて赤色・黄色・灰色などに変化する。
背丈は、大きなものでもムーミントロール達の半分程度の高さである。足元の様子は、描かれる時期によって違いがあり、『小さなトロールと大きな洪水』の頃、すなわち最初期には、人間と同じ蹠行性の足と短小な脚をもち、直立二足歩行をするものとして（少なくとも挿絵では）描かれており、脚をもつ者が普通にこなせる行動として小舟にも乗り込んでいる。小説2作目の『ムーミン谷の彗星』でもまだ、足で地面を捉えて歩くさまを「たえまなく手足をゆり動かしながら」という文章表現と挿絵で描写している。しかしやがて、人間様というかヒューマノイド的な外観では描かれなくなり、まるで真菌類であるかのような、菌糸が根を張るように地面を捕まえている形で描かれるようになった。
耳は聴こえず、声を発することもできない。手を振るならぬ「触手を振る」、お辞儀をするなどといった動きが、仲間同士でコミュニケーションを執る手段になっているらしいが、はっきりしたことは誰にも分からない。テレパシーを使っているともいわれる。しかしながら、ニョロニョロは謎に満ちた存在であり、小説・漫画・絵本など、それぞれの分野ごとに違った描かれ方をしており、彼らが何を考えているかという点での差異は非常に大きなものとなっている。小説では、彼らに意志や気持ちがあるのか無いのかさえ、はっきりしない。ところが漫画になると、彼らはスーツケースを抱えてムーミン屋敷を訪問し、言葉を使ってカクテルや今日の寝床を要求してくるのである。そして絵本に到っては、『それからどうなるの？』に描かれている彼らのことであるが、木のうろ（樹洞）を棲み処とし、その我が家では細長い体を折り曲げて椅子に座り、カップ・アンド・ソーサー（紅茶やコーヒー用の食器一式）のある文明生活を満喫している。
触覚は非常に優れており、地面の軽微な震えを感じ取ることができる。それを感じた時は怖がってどこかへ逃げ去る。天候にも敏感である。また、雷をその身に受けると帯電（再充電）し、全身がちらちらとほのかに光る。その状態のニョロニョロに近寄ると、直に触れていなくても帯電の強さをビリビリと感じることになり、直接触れようものなら感電すること必至で、電撃傷（電撃熱傷 (Electrical burn) など）を被る可能性がある。後述するスナフキンは、『ムーミン谷の夏祭り』の中でこの生態を攻撃に利用して悪漢を退治している。生まれたばかりで強い電気を帯びているニョロニョロたちに囲まれてしまった悪漢は、体全体が光りだし、髪の毛から火花を散らしながら、這う這うの体で逃げ出す羽目になった。小説『たのしいムーミン一家』では、スノークのおじょうさんがニョロニョロに近寄って自慢の前髪を燃やされてしまっている。もっとも、ニョロニョロのほうから何か危害を加えてくることは無く、その意味で大して危険な存在ではない。彼らが通っただけでムーミン屋敷の床が焼け落ちてしまうなど、かなりの迷惑を被ることはある。
大きな群れを作り、常に移動している。陸を移動する時は一列に並んで進む。彼らが生涯を通じて旅をし続ける、その理由は、地平線に辿り着こうとしてのことらしい。時として人家の床下に入り込んでいることがある（例：ムーミン屋敷）。群れにおける個体の数はなぜか常に奇数と決まっており、舟に乗る際もそれは変わりない。そうやっていくつもの小舟で船団を作り、大海原を航海する。航海をしている間は必ず皆が同じ方向を向いている。毎年の6月には、とある離れ小島に世界中から集まってきて大集会を開く。
手に入れた気圧計を大切にしている。
ニョロニョロは、何も食べないし、眠りもしない。彼らに生きる力を与えられるのは、雷による再充電のみである。
ニョロニョロは、ニョロニョロの種子を地面に播くことによって生まれてくる。彼らの種子は、白くて艶々としている。ただし、雷雨になった夏至の前夜（夏至祭の前夜）に播種された場合に限ってニョロニョロは“発芽”することができる。その様子を、日本の飯能市にあるムーミンバレーパークでは、体感展示「ムーミン谷の自然」の観客参加型ムービーで次のように描写している。ムービーは、電撃が武器になるニョロニョロをスナフキンが巧く使い、悪い公園番を懲らしめ、閉じ込められていた子供たちを助ける『ムーミン谷の夏祭り』のエピソードを再現する内容で、本項に記載するのはニョロニョロが生まれるシーンである。なお、ムービーの当該シーンに台詞や解説は無く、下記のものは本項の編集者が内容を文章化したものである。
1. 雨が降り、たくさんの雷が落ちる夜、土の上にスナフキンが種を播く（ムービーをスタートさせる操作を任された観客の児童が操作をすると、ムービー内でスナフキンが種を播く。）。
2. 播かれた種の上に雷が落ちると、種からニョロニョロたちが、雨あがりに生えてくる筍（たけのこ）のように、あるいは、砂の中に隠れていたチンアナゴたちが餌を求めて一斉に姿を現す時のように、ニョキニョキと生えてくる（生まれてくる）。少し大きめのものと小さめのものがいるようだ。
3. ニョロニョロたちは、雨と雷を浴びながらしばらくは別々に揺らめいていたが、次第に集まるようになり、やがて一つの群れになる。
4. 群れを作ったニョロニョロたちは、今度は一列になって画面奥へと移動し始め、最後には見えなくなった。

## 存在感

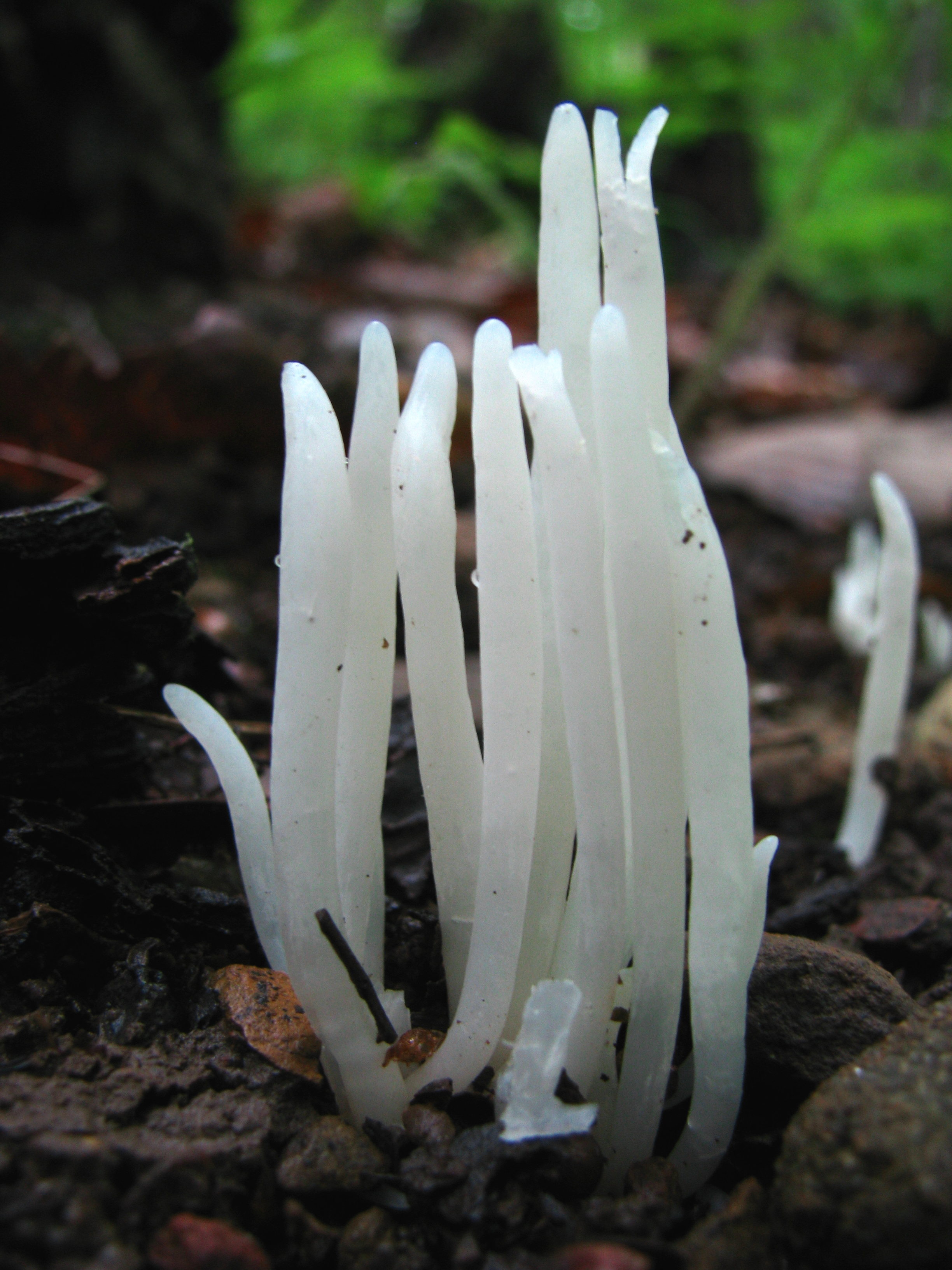
シロソウメンタケ

キャラクターとしての存在感は大きく、トーベ・ヤンソンに独特の世界観を形成しているものの一つと言ってよい。商品展開などでもニョロニョロ達は単独で成立し得る強さがあり、そのような商品が数多く発売されてきた。
また、作品とともにこのキャラクターに親しんできた人は多く、「ニョロニョロに似た何か」が話題に挙がることも珍しくない。例えば、北海道伊達市の大滝区円山町（旧・有珠郡大滝村）にある百畳敷洞窟は、凍て付く冬に日本最大規模の約2,500本（資料によっては約5,000本）もの天然氷筍が育つことで知る人ぞ知る洞窟であったが、いつの頃からか無数の氷筍が「ニョロニョロにそっくりだ」ということでも知られるようになっていた。そこで、当地区は、2010年代初期より公認ガイドカンパニーによるツーリズム「神秘の洞窟氷筍探訪」（別名：大滝氷筍探訪）に「ニョロニョロを見る」という価値を付加する形で地域おこしに活かすようになった。
きのこに詳しい人々の間では、ハラタケ目のシロソウメンタケ（白素麺茸、Clavaria fragilis）がニョロニョロによく似ていると知られているが、2018年10月、その写真がTwitterで取り上げられると、面白いネタとして「やっぱりニョロニョロの正体はキノコだった」などと話題になり、ツイートは1万2000件以上拡散された。なお、日本語版公式ウェブサイトにおけるニョロニョロの紹介記事でも、「細いキノコのよう」（2019年確認）、「細いキノコや白いスポンジ製の細長い靴下のよう」（2022年確認）など、時期によって内容に違いがあるものの、この特徴に言及している。

## ギャラリー

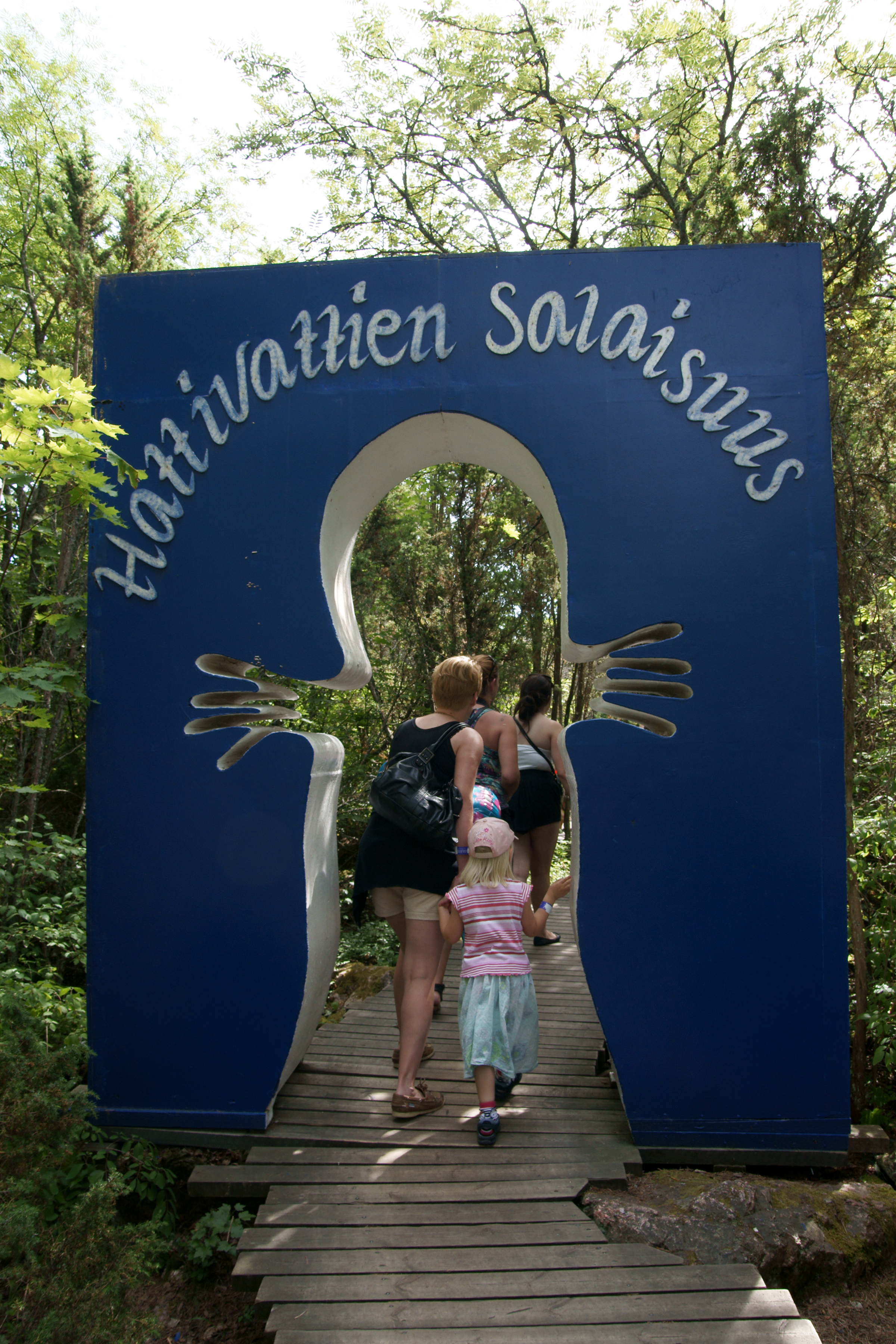
1
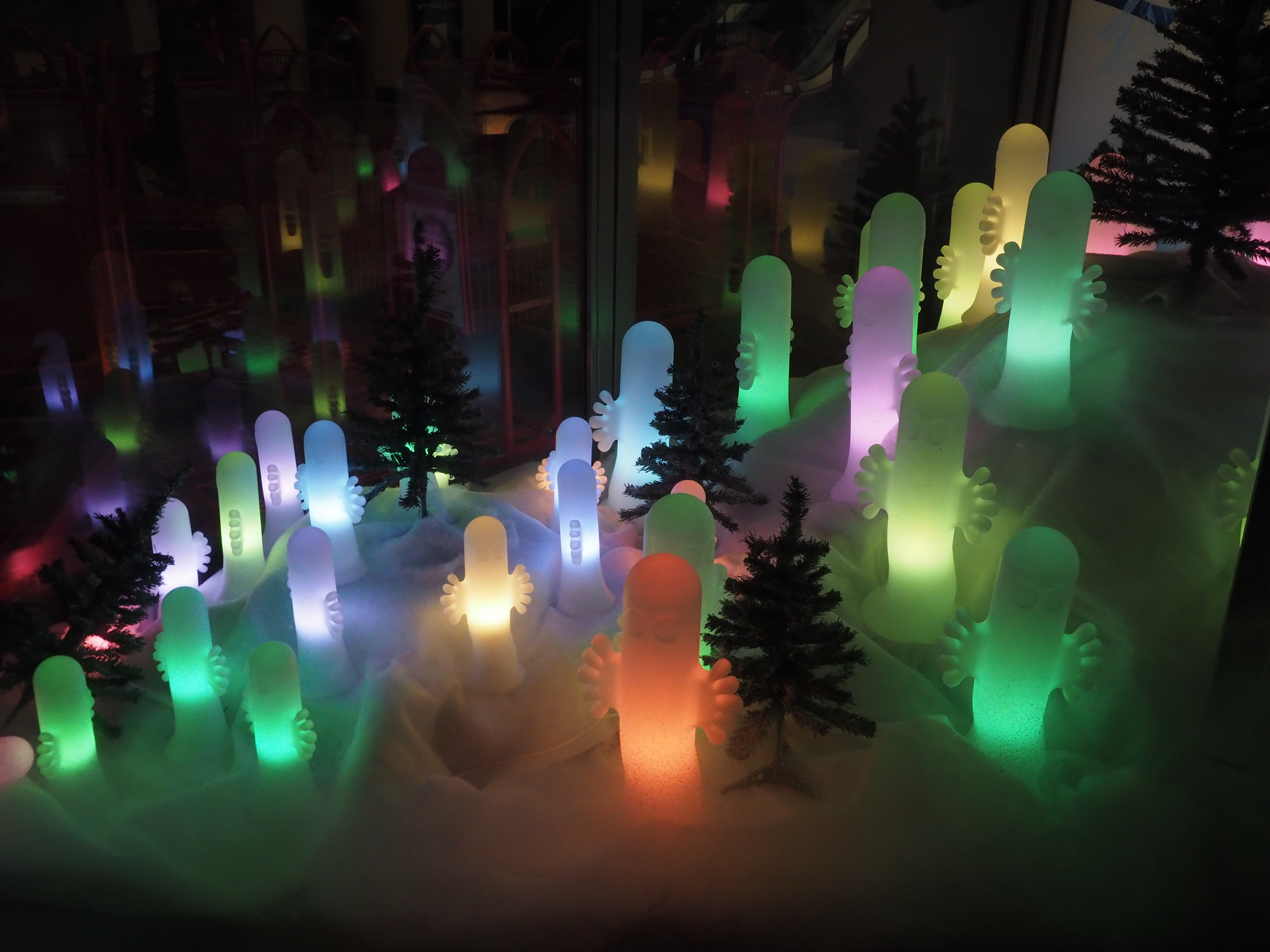
2
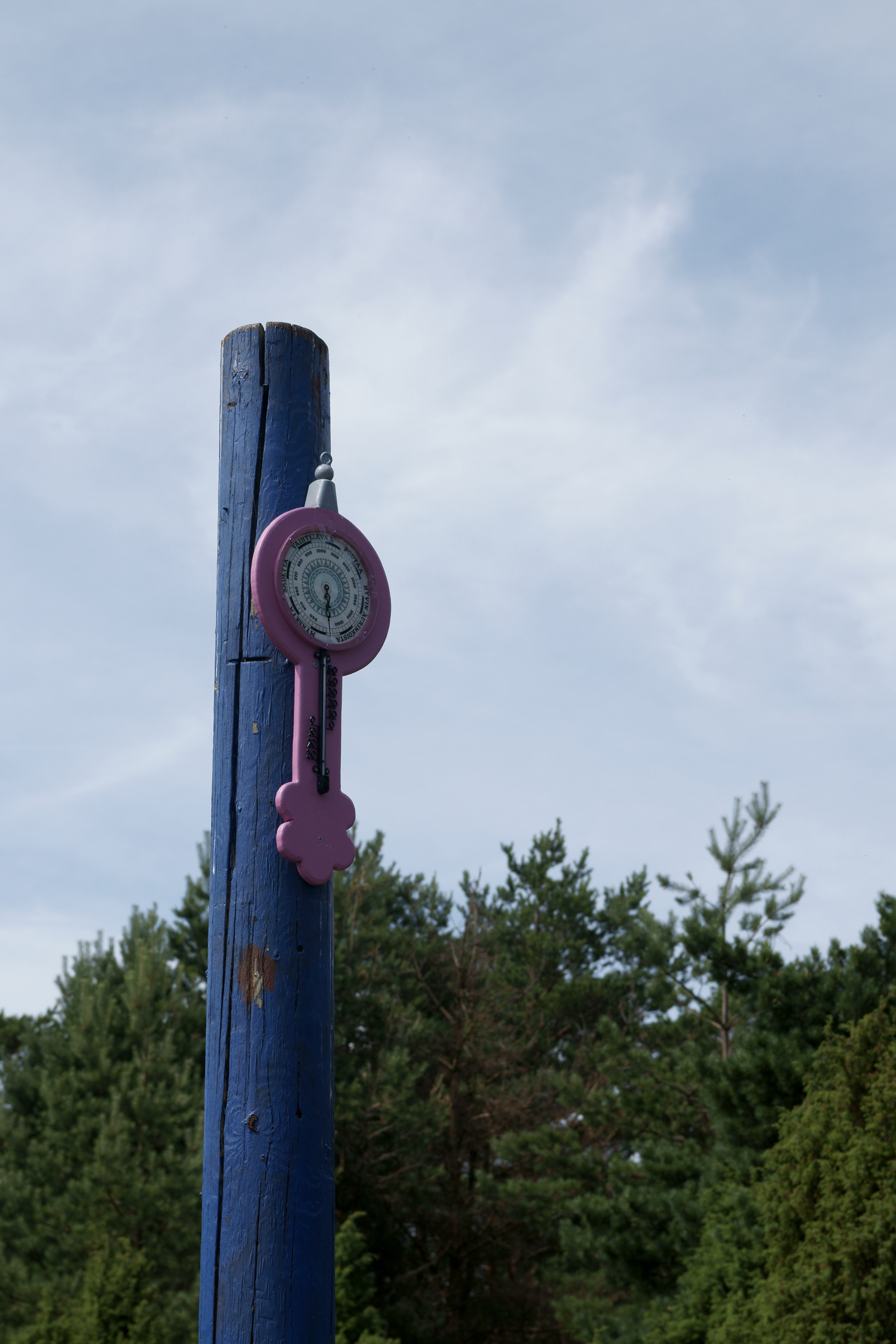
3
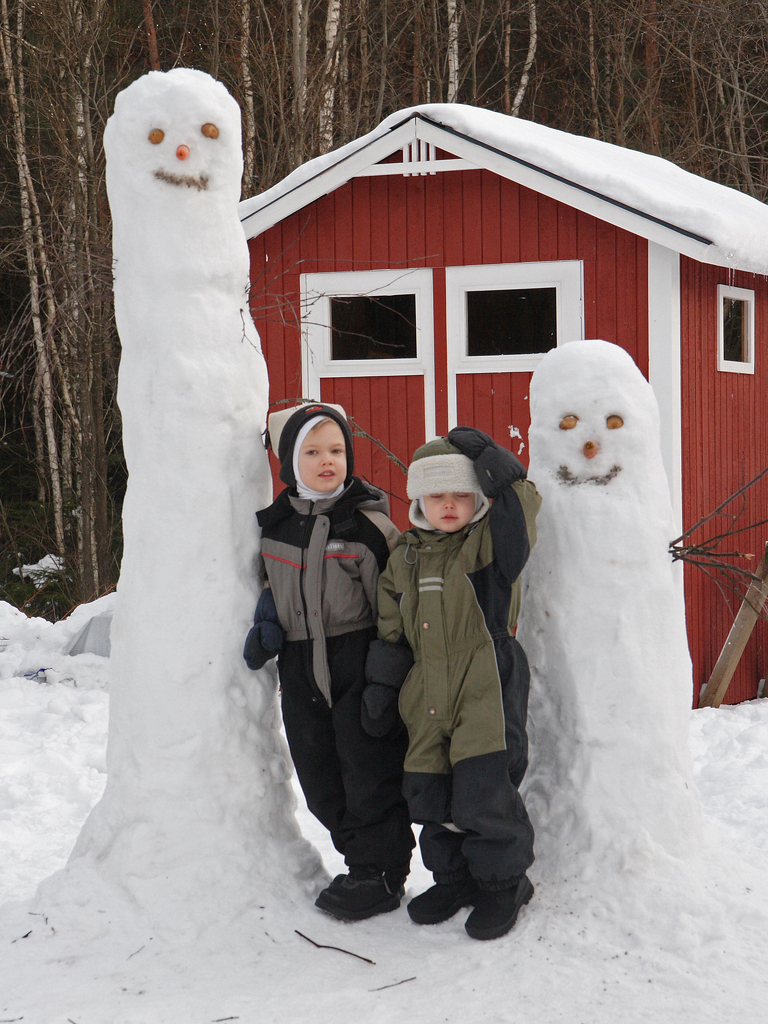
4
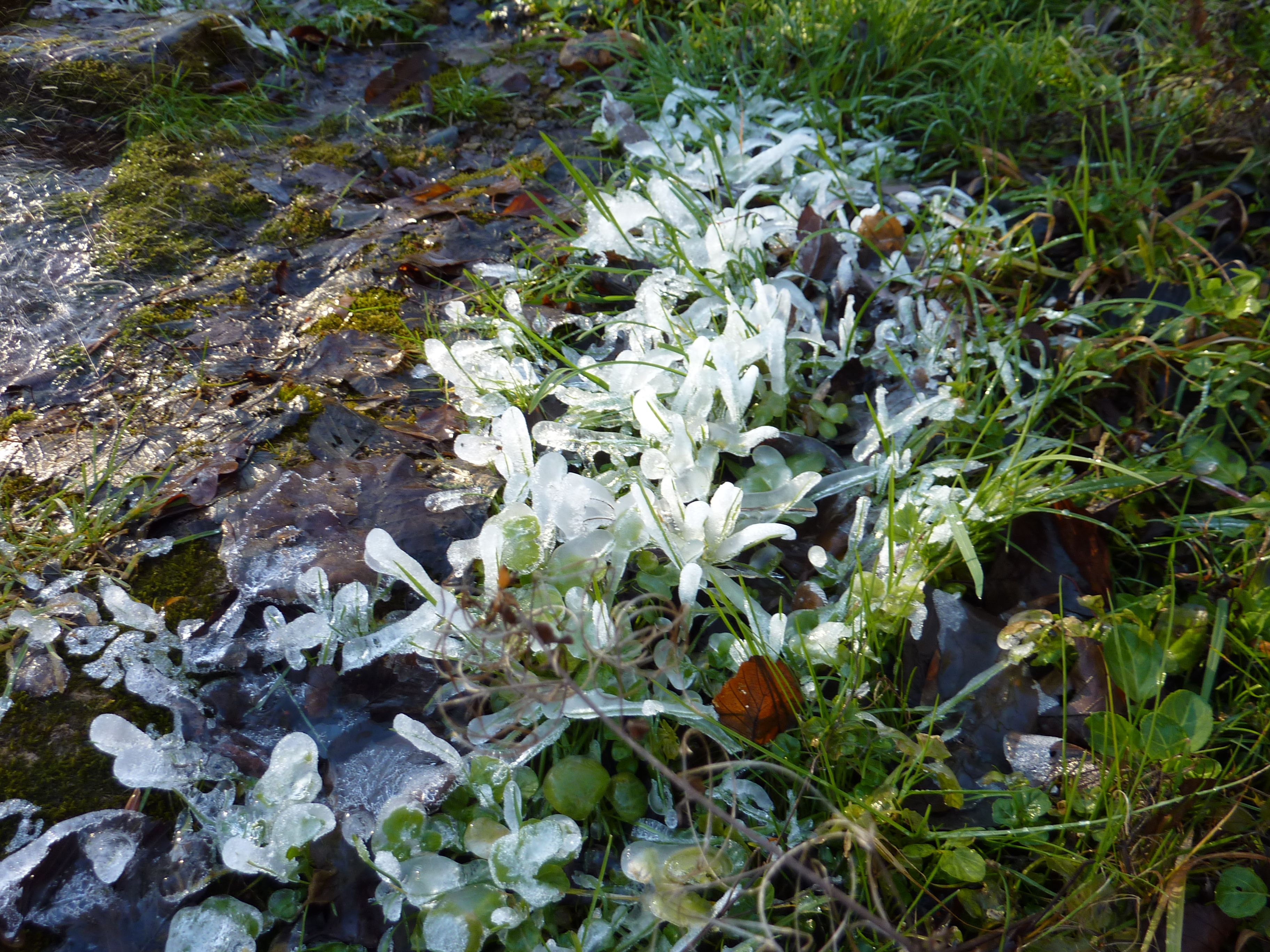
5
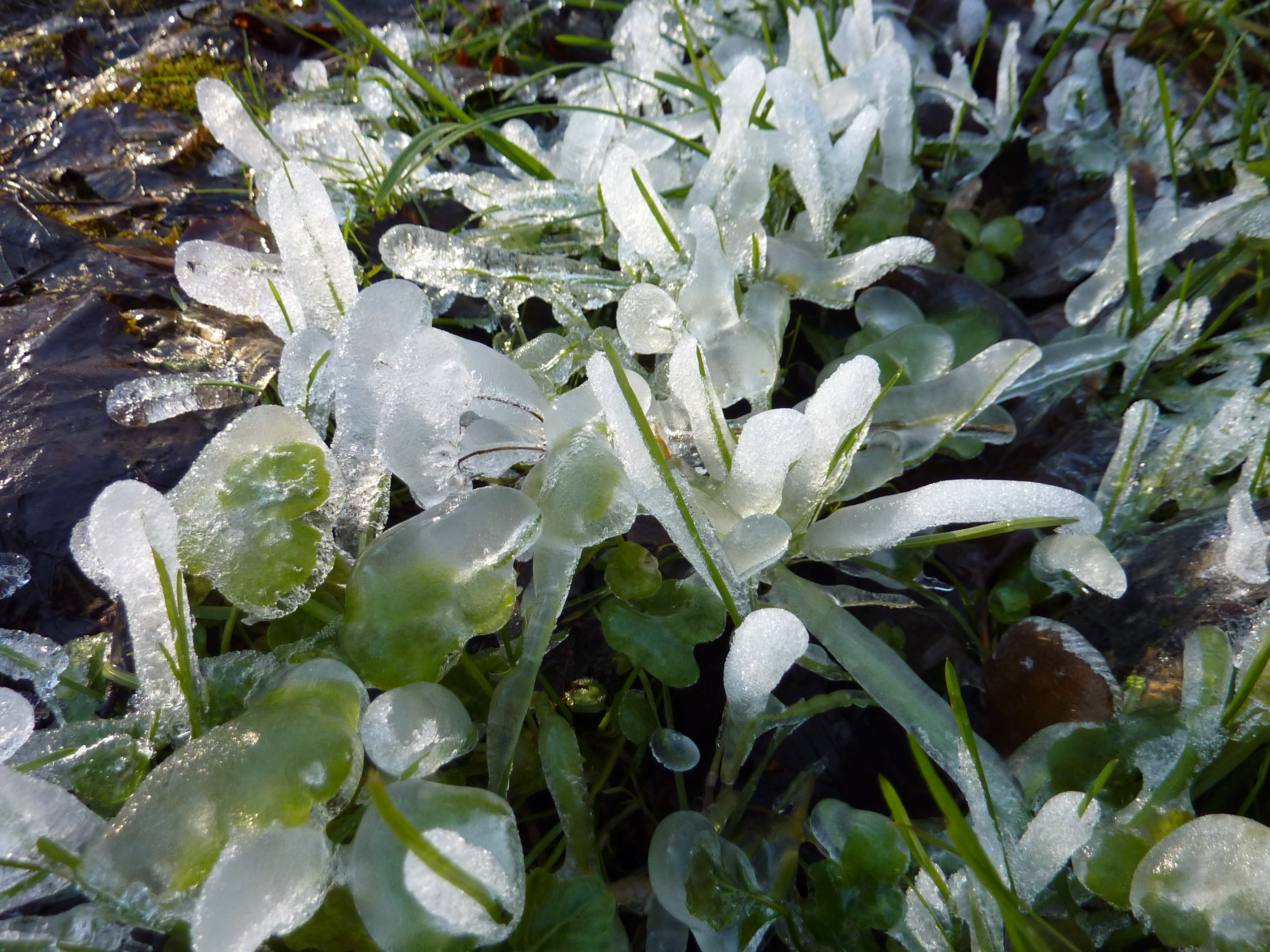
6

- 1.  ムーミンワールド (Moomin World) （ナーンタリに所在）にある「秘密の門」は、ニョロニョロの型抜きになっている。
- 2.  ECサイト "Verkkokauppa.com（en. ヴェルッコカウッパ・ドット・コム）" のヘルシンキにあるショーウィンドーを飾るニョロニョロの人形たち。イルミネーション（電飾）として二次創作されている。ここでは、色とりどりの光をたたえるという、オリジナルとは異なる特徴が追加されている。
- 3.  ヘムレンさんは珍しい花に夢中になっているうちにニョロニョロに取り囲まれてしまった。どんどん増えるニョロニョロに怖れをなしたヘムレンさんは、そこから逃げようとして気圧計を掛けてある高い棒によじ登った[注 2]。画像は、その棒と気圧計の実物再現である。「ニョロニョロは地面の揺れを怖れる」とスナフキンから教わったヘムレンさんは、登った棒を揺すってニョロニョロを追い払い、なんとか事無きを得た。
- 4.  ニョロニョロのつもりで作られた雪だるま。白い触手の再現は難しかったらしく、黒っぽい小枝でそれは作られており、全然目立っていない。
- 5.  ニョロニョロの実写版であるかのような形に成長した霜。
- 6.  ニョロニョロっぽく成長した霜のクローズアップ。

## 関連文献
- トゥーラ・カルヤライネン（フィンランド語版） 著、セルボ貴子、五十嵐淳 訳『ムーミンの生みの親、トーベ・ヤンソン』河出書房新社、2014年9月25日。ISBN 4-309-20658-1、ISBN 978-4-309-20658-5、OCLC 1183088969。